# BE-PAL
『BE-PAL』（ビーパル）は1981年に創刊された小学館の雑誌である。

## 概要
月刊アウトドア雑誌であり、公式サイトでも「アウトドア雑誌ビーパル」としている。アウトドアのレジャーの他に環境問題や動植物の保護に関する記事や動物フィギュアの記事など、アウトドアに関する事は幅広く取り上げている。
創刊編集長は『サライ』『DIME』などの創刊編集長でもある中村滋。

## 主な連載執筆者
- 石田ゆうすけ
- 野田知佑
- 斉藤政喜（シェルパ斉藤）
- 阿部夏丸「月刊雑魚釣りニュース」
- 麻生羽呂「麻生羽呂と彼女の放浪絵日記 キャンピングカー・ダイアリーズ」
- 山崎まゆみ「混浴美女秘湯めぐり」
- 遠藤ケイ
- 御厨さと美「ビーパルじいさんのアウトドア教本」
- 浦沢直樹
- 松村しのぶ「松村しのぶフィギュア日記」
- 養老孟司・池田清彦・奥本大三郎「リレーコラム 虫屋の七つ道具」
- 東郷隆 直木賞候補6回
- 北山耕平 元・宝島編集長
- 永倉万治 長倉恭一名義で執筆
- 油井昌由樹
- 韮塚順一
- 堀田貴之
- 名畑 政治
- 堀けいこ
- 田渕義雄「田渕義雄の森暮らしの家、全スタイル」
- 白土三平「白土三平フィールド・ノート」
- 井ノ原快彦「心はいつもカイライフ」